# Clayman
Clayman je peti studijski album švedske melodične death metal grupe In Flames. Objavljen je 2000. godine pod nakladom Nuclear Blasta. Većina pjesama govori o depresiji i unutrašnjim bitkama. Clayman je tipičan primjer melodičnog death metala, a na sljedećem albumu grupe, Reroute to Remain, osjeća se utjecaj američkog alternativnog metala. 
Snimljeni su glazbeni spotovi za pjesme "Pinball Map" i "Only for the Weak". "Only for the Weak" smatra se  "koncertnom himnom" In Flamesa.
Omot albuma načinjen je prema da Vincijevom crtežu, Vitruvijev čovjek.
Godine 2020. pjesme "Bullet Ride", "Pinball Map", "Only for the Weak" i naslovna pjesma ponovno su snimljene te su objavljene na izdanju 20. obljetnice albuma.

## Popis pjesama
Tekstovi: Anders Fridén, glazba: Björn Gelotte i Jesper Strömblad.
| 1.    | »Bullet Ride«                    | 4:42 |
| 2.    | »Pinball Map«                    | 4:08 |
| 3.    | »Only for the Weak«              | 4:55 |
| 4.    | »...As the Future Repeats Today« | 3:27 |
| 5.    | »Square Nothing«                 | 3:57 |
| 6.    | »Clayman«                        | 3:28 |
| 7.    | »Satellites and Astronauts«      | 5:00 |
| 8.    | »Brush the Dust Away«            | 3:17 |
| 9.    | »Swim«                           | 3:14 |
| 10.   | »Suburban Me«                    | 3:35 |
| 11.   | »Another Day in Quicksand«       | 4:06 |
| 43:49 |                                  |      |

| Bonus pjesma na Azijskom izdanju iz 2003. | Bonus pjesma na Azijskom izdanju iz 2003.  | Bonus pjesma na Azijskom izdanju iz 2003. | Bonus pjesma na Azijskom izdanju iz 2003. | Bonus pjesma na Azijskom izdanju iz 2003. | Bonus pjesma na Azijskom izdanju iz 2003. | Bonus pjesma na Azijskom izdanju iz 2003. | Bonus pjesma na Azijskom izdanju iz 2003. | Bonus pjesma na Azijskom izdanju iz 2003. | Bonus pjesma na Azijskom izdanju iz 2003. |
| Br.                                       | Skladba                                    | Trajanje                                  |                                           |                                           |                                           |                                           |                                           |                                           |                                           |
| ----------------------------------------- | ------------------------------------------ | ----------------------------------------- | ----------------------------------------- | ----------------------------------------- | ----------------------------------------- | ----------------------------------------- | ----------------------------------------- | ----------------------------------------- | ----------------------------------------- |
| 12.                                       | »Strong and Smart« (obrada No Fun at Alla) | 2:23                                      |                                           |                                           |                                           |                                           |                                           |                                           |                                           |
| 46:12                                     |                                            |                                           |                                           |                                           |                                           |                                           |                                           |                                           |                                           |

| Bonus pjesme na Deluxe izdanju iz 2005. | Bonus pjesme na Deluxe izdanju iz 2005.    | Bonus pjesme na Deluxe izdanju iz 2005. | Bonus pjesme na Deluxe izdanju iz 2005. | Bonus pjesme na Deluxe izdanju iz 2005. | Bonus pjesme na Deluxe izdanju iz 2005. | Bonus pjesme na Deluxe izdanju iz 2005. | Bonus pjesme na Deluxe izdanju iz 2005. | Bonus pjesme na Deluxe izdanju iz 2005. | Bonus pjesme na Deluxe izdanju iz 2005. |
| Br.                                     | Skladba                                    | Trajanje                                |                                         |                                         |                                         |                                         |                                         |                                         |                                         |
| --------------------------------------- | ------------------------------------------ | --------------------------------------- | --------------------------------------- | --------------------------------------- | --------------------------------------- | --------------------------------------- | --------------------------------------- | --------------------------------------- | --------------------------------------- |
| 12.                                     | »Strong and Smart« (obrada No Fun at Alla) | 2:23                                    |                                         |                                         |                                         |                                         |                                         |                                         |                                         |
| 13.                                     | »World of Promises« (obrada Treata)        | 4:04                                    |                                         |                                         |                                         |                                         |                                         |                                         |                                         |
| 50:16                                   |                                            |                                         |                                         |                                         |                                         |                                         |                                         |                                         |                                         |

## Zasluge
| In Flames - Daniel Svensson – bubnjevi - Björn Gelotte – gitara - Peter Iwers – bas-gitara - Jesper Strömblad – gitara - Anders Fridén – vokali Dodatni glazbenici - Christopher Amott – solo-gitara (na pjesmi "Suburban Me") - Charlie Storm – klavijature | Ostalo osoblje - Fredrik Nordström – klavijature, produkcija, inženjer zvuka - Axel Hermann – grafički dizajn, naslovnica - Tobias Lundgren – fotografije |

## Vanjske poveznice
- Clayman - detalji o albumu
- Clayman - riječi pjesama
- Clayman - informacije